# UNAN Managua (féminines)
La section féminine de football de l'UNAN Managua est une équipe féminine de football basée à Managua. Elle évolue dans le championnat du Nicaragua.

## Histoire
L'UNAN remporte le tournoi de clôture en 2016, avant de perdre la Gran Final face aux Águilas (0-0, 0-0, 3-4t. a. b.), puis conserve son titre lors du tournoi d'ouverture 2016 mais perd à nouveau la Gran Final face aux mêmes Águilas.
Lors du tournoi de l'UNCAF 2017, à domicile, le club atteint la finale mais perd 2-0 contre l'AD Moravia.
Après avoir perdu son titre face aux Águilas de León, l'UNAN prend sa revanche en août 2018 et retrouve son trône. En 2018-2019, l'UNAN remporte les tournois d'ouverture et de clôture sans perdre un match, marquant 100 puis 101 buts lors de ces tournois. L'équipe atteint ensuite la finale du tournoi de l'UNCAF 2019, disputée à domicile, où l'UNAN perd 2-0 face au Saprissa FF.
Lors du tournoi d'ouverture 2020, l'UNAN perd en finale face au Real Estelí.